# 竹内酒造
竹内酒造株式会社（たけうちしゅぞう、英文名称Takeuchi Sake Brewing Co.,Ltd.）は、創業明治5年の滋賀県湖南市に在る日本酒「香の泉」などの製造で知られる酒造会社。
東海道五十三次の宿場町の一つである石部の町は江戸時代に「京立ち石部初泊まり」の言葉の如く、必ず旅人が立ち寄った宿場町として栄えた。
そして、旅行く先々で幾つもの酒を飲み比べた旅人たちの間で「石部の酒」の評判は高まり、人伝いに広がり、いつしかこの酒を求めて、人々がやってきたと言われている。
人々の間では、あまりに美味しいこの酒を自分の物にしておきたいとする心理が働き、口をつぐませた。
「評判のその酒を訪ねても誰も知らない」というこの酒は、いつしか「語らずの酒」と呼ばれ、本陣に置いても重宝がられた。

2023年に中国人実業家に事業売却を行った。
2024年12月末をもって酒造免許が取り消され酒造業から事実上撤退。
従業員に対する給料未払いのため訴訟となっている。

## 主な商品
- 日本酒
  - 香の泉（かのいずみ）-レギュラー銘柄
  - 唯々（ただただ）
  - 明尽（みょうじん）

- リキュール
  - 果恋な（かれんな）
  - はんなり（はんなり）
  - 8泡美人 スパークリング（はっぽうびじん すぱーくりんぐ）

## 主な受賞歴等
全国燗酒コンテスト
- 2020年 　　金賞「唯々 山廃純米大吟醸 火入」
- 2019年 最高金賞「香の泉 鳳紋」

滋賀県セレクション商品コンテスト
- 2019年 金賞「8泡美人 アドベリー スパークリング」

酒造年度全国新酒鑑評会
- 2019年 入賞「香の泉」
- 2018年 金賞「香の泉」
- 2017年 金賞「香の泉」
- 2016年 金賞「香の泉」
- 2015年 金賞「香の泉」
- 2013年 入賞「香の泉」
- 2012年 入賞「香の泉」
- 2011年 金賞「香の泉 ほんのり甘口純米 美彩淡露」
- 2010年 入賞「香の泉」
- 2009年 入賞「香の泉」
- 2008年 金賞「香の泉 ほんのり甘口純米 美彩淡露」
- 2007年 入賞「香の泉」
- 2005年 金賞「香の泉 ほんのり甘口純米 美彩淡露」
- 2004年 金賞「香の泉 ほんのり甘口純米 美彩淡露」
- 2003年 金賞「香の泉 ほんのり甘口純米 美彩淡露」
- 2000年 金賞「香の泉 ほんのり甘口純米 美彩淡露」

IWC(インターナショナル・ワイン・チャレンジ)
- 2018年 第40回 銅賞「香の泉 天醸」

IWSC(国際酒類コンクール)
- 2017年 第39回 銀賞「香の泉 唯醸」
- 2017年 第39回 銀賞「輸出用辛口純米酒」
- 2016年 第38回 銀賞「輸出用辛口純米酒」
- 2016年 第38回 銀賞「輸出用純米大吟醸」
- 2015年 第37回 金賞(Best in Class)「香の泉 一雫一善」
- 2015年 第37回 銀賞「香の泉 唯醸」
- 2014年 第36回 銀賞「香の泉 天醸」
- 2014年 第36回 銀賞「香の泉 一雫一善」
- 2013年 第35回 銀賞「香の泉 一雫一善」
- 2013年 第35回 入賞「香の泉 天醸」

能登杜氏自醸清酒品評会
- 2017年 第113回 吟醸酒部門 第3位(石川県酒造組合連合会長賞)

みんなで選ぶ滋賀の地酒会
- 2015年 第09回 びわ湖賞「香の泉 唯醸」
- 2014年 第08回 びわ湖賞「香の泉 特別純米酒」
- 2013年 第07回 びわ湖賞「明尽 純米大吟醸」
- 2013年 第07回 びわ湖賞「香の泉 天醸」
- 2013年 第07回 びわ湖賞「契約篤農家米 特別純米酒」
- 2012年 第06回 びわ湖賞「契約篤農家米 特別純米酒」
- 2012年 第06回 びわ湖賞「ろばた」
- 2011年 第05回 びわ湖賞「太陽と大地のしずく」
- 2011年 第05回 びわ湖賞「契約篤農家米 特別純米酒」
- 2010年 第04回 　知事賞「香の泉 唯醸」
- 2010年 第04回 びわ湖賞「香の泉 天醸」
- 2010年 第04回 びわ湖賞「一番しずく」
- 2009年 第03回 びわ湖賞「香の泉 一雫一善」
- 2008年 第02回 　知事賞「香の泉 天醸」
- 2008年 第02回 びわ湖賞「香の泉 唯醸」
- 2007年 第01回 びわ湖賞「香の泉 唯醸」
- 2007年 第01回 びわ湖賞「香の泉 一雫一善特別純米」

南部杜氏自醸清酒鑑評会
- 2009年 第91回 第四席
- 2008年 第90回 優等賞
- 2007年 第89回 優等賞
- 2006年 第88回 首席
- 2005年 第87回 優等賞
- 2005年 第87回 感謝状
- 2004年 第86回 優等賞
- 2004年 第86回 第三席
- 2004年 第86回 カップ
- 2003年 第85回 優等賞
- 2002年 第84回 優等賞
- 2001年 第83回 優等賞
- 2000年 第82回 優等賞
- 1999年 第81回 優等賞
- 1998年 第80回 優等賞
- 1997年 第79回 優等賞
- 1996年 第78回 優等賞
- 1995年 第77回 優等賞
- 1994年 第76回 優等賞

モンドセレクション
- 2004年 第42回 銀賞「香の泉 天醸」
- 2004年 第42回 銀賞「香の泉 一雫一善」